# Trần Toàn
Trần Toàn (? - ?) là một đạo sĩ nổi tiếng ở thế khoảng thế kỷ 17 dưới thời của vua Lê Thần Tông. Với sự sáng lập của một trường phái Đạo giáo có quy mô rất lớn gọi là Nội đạo, ông là người có ảnh hưởng sâu rộng tới Đạo giáo Việt Nam. Trần Toàn quê ở Hoằng Sơn (Thanh Hóa). Lúc trẻ ông ra làm quan trong triều đình nhà Lê, dưới thời của vua Lê Thần Tông. Khi Mạc Thái Tổ cướp ngôi nhà Lê, ông không theo nhà Mạc mà về quê lập Đạo quán tu Tiên ở Hoằng Sơn. Trường phái Nội Đạo hưng khởi, phát triển rộng rãi, đạo có đến 10 vạn tín đồ và Trần Toàn được coi là Thượng sư. Tương truyền vua Lê Thần Tông bị bệnh mọc lông cọp được Trần Toàn dùng bùa phép và thần chú chữa khỏi. Ông còn cứu sống cho con Chúa chết đã 2 ngày, nên được Vua và Chúa cho người cất nhà cho và tự tay vua ghi 3 chữ "Nội Đạo Tràng". Ba người con trai của ông được tôn là "Tam Thánh". Phái đạo này phát triển từ Thanh Hóa vào đến Nghệ An rồi lan ra Bắc đến tận Hà Nội. Khoảng đầu những năm 1920, hàng vạn tín đồ còn tập hợp ở Giảng Võ, Hà Nội để cúng lễ và chữa bệnh.